# Luigi Pistilli

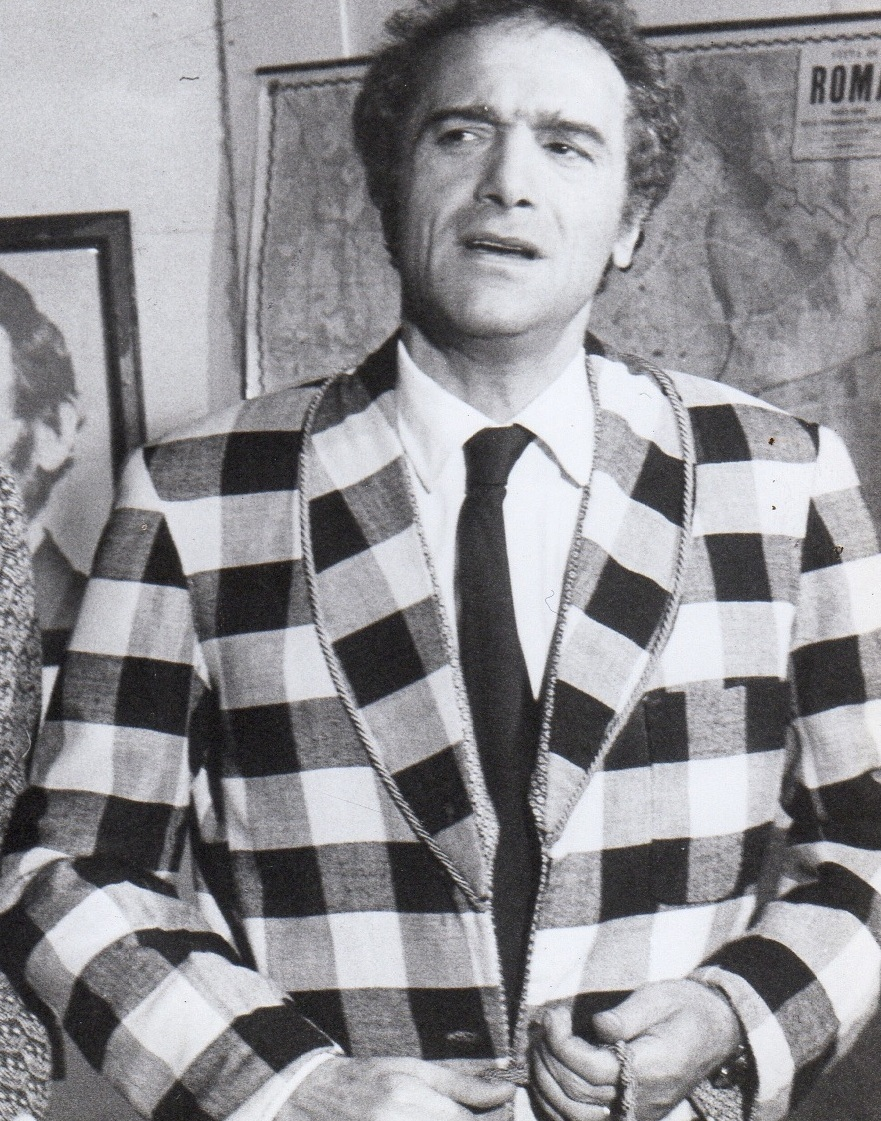
Luigi Pistilli

Luigi Pistilli (* 19. Juli 1929 in Grosseto; † 21. April 1996 in Mailand) war ein italienischer Schauspieler.

## Leben
Pistilli absolvierte eine Schauspielausbildung am Piccolo Teatro in Mailand, welche er 1955 abschloss. Mit den Jahren entwickelte er sich zu einem der bestangesehenen Theaterdarsteller in Italien, der immer wieder in Arbeiten von Giorgio Strehler besetzt wurde und insbesondere für seine Interpretation in den Stücken Die Dreigroschenoper und Die heilige Johanna der Schlachthöfe von Bertolt Brecht Lob erfuhr. Kurz vor seinem letzten Auftritt in Terence Rattigans Tosca ovvero primo dell’alba beging er Suizid, nachdem das Stück sowohl von der Kritik als auch von den Zuschauern verrissen worden war und er sich zudem von seiner langjährigen Lebenspartnerin Milva getrennt hatte.
Pistillis Karriere begann 1961; bereits ein Jahr später spielte er unter der Regie von Sergio Leone im Italowestern-Klassiker Für ein paar Dollar mehr. Daraufhin wurde er in dem zu dieser Zeit überaus populären Genre in verschiedenen herausragenden Produktionen eingesetzt. Leone verpflichtete ihn erneut für den letzten Teil der „Dollar“-Trilogie, Zwei glorreiche Halunken mit Lee van Cleef und Clint Eastwood. In Sergio Corbuccis Leichen pflastern seinen Weg spielte er an der Seite von Klaus Kinski und Jean-Louis Trintignant, in Django der Rächer zusammen mit Franco Nero und in Giulio Petronis Die Rechnung wird mit Blei bezahlt erneut mit Lee van Cleef. Als die Blütezeit des Genres in den 1970ern endete, wechselte er zu Kriminal- und Horrorfilmen, wobei er wenig Wert auf das künstlerische Gewicht der von ihm ausgewählten Rollenangebote legte. Pistilli konnte ebenso Mörder (so der „Alberto“ in Mario Bavas Im Blutrausch des Satans), Alkoholiker (in Il tuo vizio è una stanza chiusa e solo io ne ho la chiave) oder desillusionierte Kommissare (Killer sind unsere Gäste) und engagierte Journalisten (Die Macht und ihr Preis) darstellen. 1973 war er als Kommandant der Carabinieri der Protagonist des Films Number one, der fast eine Reihe von Verbrechen aufklären kann. Der von wahren Ereignissen beeinflusste Film wurde beschlagnahmt, 2021 wiederentdeckt und kam erst 48 Jahre nach seiner Entstehung offiziell in die Kinos. Im späteren Teil seiner Karriere sah man Pistilli auch im Fernsehen, so z. B. im 5. Teil der erfolgreichen Kriminal-Miniserie Allein gegen die Mafia.
Als Synchronsprecher war Pistilli eher selten präsent.

## Filmografie (Auswahl)
- 1965: Für ein paar Dollar mehr (Per qualche dollaro in più)
- 1966: 100.000 Dollar für einen Colt (La muerte cumple condena)
- 1966: Django, der Rächer (Texas, addio)
- 1966: Zwei glorreiche Halunken (Il buono, il brutto, il cattivo)
- 1967: Du stirbst um sechs in Tetuan (La lunga sfida)
- 1967: Von Mann zu Mann (Die Rechnung wird mit Blei bezahlt) (Da uomo a uomo)
- 1967: Zwei Särge auf Bestellung (A ciascuno il suo)
- 1968: Bandit zu besichtigen (I protagonisti)
- 1968: Huckepack (La matriarca)
- 1968: Leichen pflastern seinen Weg (Il grande silenzio)
- 1968: Mord auf der Via Veneto (Roma come Chicago)
- 1968: Die Nonne von Monza (La monaca di Monza)
- 1968: Der schöne Körper der Deborah (Il dolce corpo di Deborah)
- 1968: Die Unschlagbaren (Gli intoccabili) – Regie: Giuliano Montaldo
- 1969: La notte dei serpenti
- 1969: Stukas über London (La battaglia d’Inghilterra)
- 1969: Die Nonne von Monza (La monaca di Monza)
- 1970: Kalter Schweiß (De la part des copains)
- 1971: Die Bestie mit dem feurigen Atem (L’iguana dalla lingua di fuoco)
- 1971: Im Blutrausch des Satans (Reazione a catena)
- 1971: Der Schwanz des Skorpions (La coda dello scorpione)
- 1971: Ein Sommer voller Zärtlichkeit (Il sole nella pelle)
- 1972: Milano Kaliber 9 (Milano calibro 9)
- 1972: Il tuo vizio è una stanza chiusa e solo io ne ho la chiave
- 1973: Number One
- 1973: Auch Killer müssen sterben (La Mano Nera)
- 1974: Killer sind unsere Gäste (Gli assassini sono nostri ospiti)
- 1974: L’ossessa – Das Omen des Bösen (L’ossessa)
- 1974: Die Verdächtigen (Les Suspects)
- 1974: Der Zeuge muß schweigen (Il testimone deve tacere)
- 1975: Cagliostro
- 1975: MitGift
- 1976: Black Magic (La principessa nuda)
- 1976: Die Macht und ihr Preis (Cadaveri eccellenti)
- 1977: Antonio Gramsci: Die Jahre im Kerker (Antonio Gramsci: i giorni del carcere)
- 1990: Hölle der Verdammten (Mal d’Africa)
- 1990: Allein gegen die Mafia 5 (La piovra 5 – Il cuore del problema)